# Remei Margarit
Remei Margarit i Tayà (Sitges, Barcelona, 25 de diciembre de 1935-Barcelona, 12 de octubre de 2023) fue una psicóloga, escritora y profesora de música española, fundadora junto a Miquel Porter i Moix y Josep Maria Espinàs del grupo Els Setze Jutges, pioneros de la Nova Cançó en Cataluña.

## Trayectoria profesional y artística
Remei Margarit ejerció como profesora, documentalista, labores editoriales y escribió esporádicamente columnas en el Diario de Barcelona, El País y La Vanguardia. Fue fundadora del grupo Els Setze Jutges, grabó dos discos de canciones propias como cantautora, siendo compositora de numerosos temas que alcanzaron escaso éxito.  En 2007 recibió la Medalla de Honor del Parlamento de Cataluña por su labor cultural como miembro de Els Setze Jutges.

## Libros publicados
- Narrativa breve:
  - Aquells temps, aquells amors. Premià de Mar: El Clavell, 2001
- Novela:
  - Estimat John. Barcelona: Columna, 1992 (Premi Ciutat de Badalona)
  - El viatge. Premià de Mar: El Clavell, 1999
  - La confidència. Lleida: Pagès, 2006
- Poesía:
  - De la soledat i el desig. Barcelona: Ed. 62, 1988
- Prosa no de ficción:
  - Acerca de la mujer 2002
  - La gota de agua del colibrí (selección de sus mejores artículos)2021[6]

## Discografía
- Remei Margarit canta les seves cançons (1962).[7]
- Remei Margarit (1964).[8]